# Coup d'État de 1991-1992 en Géorgie
Guerre civile géorgienne
Batailles
Tbilissi • Abkhazie • Ossétie du Sud • Mingrélie
Le coup d'État de 1991-1992 en Géorgie, aussi connu en tant que guerre de Tbilissi ou putsch de 1991-1992, est un conflit à la fois militaire et civil qui se déroule du 22 décembre 1991 au 6 janvier 1992 dans la nouvelle République de Géorgie à la suite de la dislocation de l'URSS. À l'image du violent chaos qui a cours dans le Caucase au début des années 1990, le coup voit s'affronter les troupes loyales au président Zviad Gamsakhourdia contre de nombreuses organisations paramilitaires qui s'unifient à la fin de 1991 sous l'égide des seigneurs de guerre Tenguiz Kitovani, Djaba Iosseliani et Tenguiz Sigoua.
L'avenue Roustavéli, qui est la principale artère de Tbilissi depuis le début du XXe siècle, est ravagée par le conflit, alors que Gamsakhourdia reste dans sa casemate sous le bâtiment du Parlement pendant que l'opposition assiège l'édifice. Le conflit, résultat de nombreuses actions dictatoriales de Gamsakhourdia, s'achève à la suite de l'exil du premier président élu de la Géorgie, après deux semaines de conflits violents au centre de la capitale géorgienne.
Le coup d'État, qui inaugure la guerre civile géorgienne qui durera jusqu'en 1994, est largement vu comme un exemple d'exploitation par le gouvernement russe de protestations légitimes organisées par une opposition démocratique. Cela est représenté notamment par l'intervention probable de l'Armée rouge durant le conflit, en faveur des opposants. À la chute de Gamsakhourdia, un Conseil militaire, dirigé par Kitovani et Iosseliani, prend le contrôle de Tbilissi et fait venir Edouard Chevardnadze, le dernier ministre des Affaires étrangères de l'URSS, pour lui offrir le pouvoir.

## Contexte historique

### Dislocation de l'Union soviétique
Depuis l'invasion de 1921, la Géorgie est l'une des 15 républiques de l'Union des républiques socialistes soviétiques, une fédération communiste autoritaire. Malgré le statut de jure de la République socialiste soviétique de Géorgie comme un État souverain au sein de l'Union, les sentiments nationalistes se développent largement à partir des années 1970, des sentiments partagés par les populations d'autres pays de l'Union soviétique. D'importants problèmes économiques, la nature dictatoriale du gouvernement et les suppressions des symboles nationalistes mènent à de nombreuses protestations en Géorgie, culminant le 9 avril 1989, lorsqu’une manifestation à Tbilissi est attaquée par l'armée soviétique, qui tue 21 personnes et emprisonne les chefs de l’opposition nationale, dont Zviad Gamsakhourdia.
Le massacre de Tbilissi, accompagnée de l’échec militaire soviétique en Afghanistan et de la chute du rideau de fer (qui divisait l’Europe occidentale du bloc de l'Est) résultent en une réaction de chaîne qui voit les pays baltes déclarer leur indépendance en 1990. Bientôt, les autorités soviétiques, sous pression, autorisent des élections démocratiques en Géorgie en octobre de la même année.

### Conflits ethniques

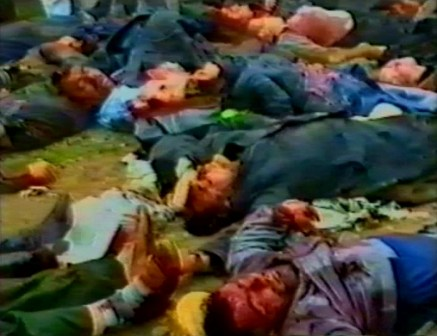
La guerre en Ossétie du Sud est l'une des principales critiques contre Gamsakhourdia.

La montée du nationalisme géorgien mène à une renaissance des tensions ethniques avec certaines minorités au sein de l'État géorgien, notamment dans la république autonome socialiste soviétique d'Abkhazie et dans l'oblast autonome d'Ossétie du Sud. Adamon Nikhas, un mouvement communiste en Ossétie du Sud, commence à réclamer une plus grande autonomie vis-à-vis de Tbilissi à partir de la fin des années 1980, une requête formellement refusée par le gouvernement central en novembre 1989. Les tensions entre Géorgiens nationalistes et Ossètes communistes augmente jusqu'à la déclaration de souveraineté de Tskhinvali en septembre 1990, à la suite de quoi Tbilissi riposte en abolissant l'autonomie locale et en envoyant un détachement militaire pour calmer les tensions locales.
La présidence de Zviad Gamsakhourdie ne fait qu'envenimer le conflit, surtout après sa promesse d'une « Géorgie aux Géorgiens ». En janvier 1991, la militarisation du conflit divise Tskhinvali en deux, ce qui provoque une guerre civile qui dure jusqu'en juin 1992, puis la création de la république séparatiste d'Ossétie du Sud.
Pendant ce temps, l'Abkhazie est le théâtre d'un conflit ethnique. Dès 1989, des chocs violents entre nationalistes géorgiens et abkhazes sont à la source d'une division politique qui mute en une « guerre de loi » entre les législatures de Tbilissi et de la république socialiste soviétique autonome d'Abkhazie.

### Déception de Tbilissi

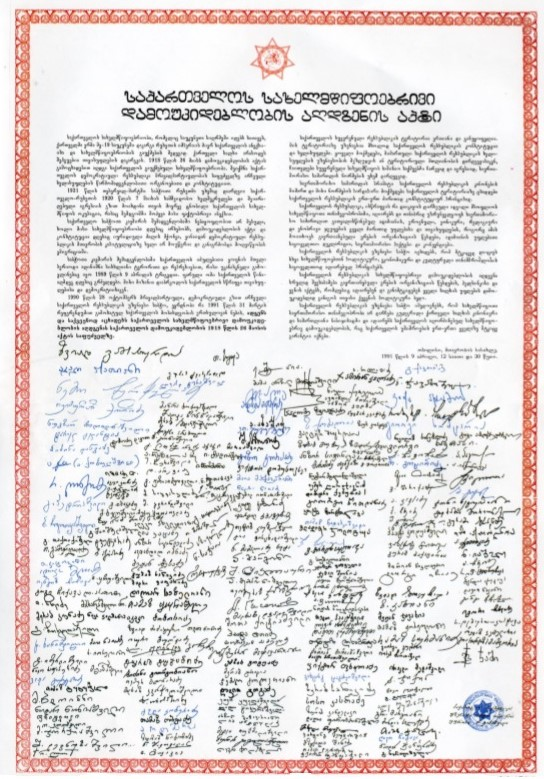
L'Acte de restauration de l'indépendance géorgienne est signé le 9 avril 1991.

Le 9 avril 1991, deux ans après la tragédie de Tbilissi et dix jours après un référendum largement en faveur, le Conseil suprême de Géorgie proclame l'indépendance du pays et nomme Zviad Gamsakhourdia, un fameux dissident et porte-parole du nationalisme local, président par intérim. Celui-ci est éventuellement élu président avec 86 % des voix lors d'une élection avec un taux de participation de 83 % le 26 mai. Mais sa présidence débute avec une sérieuse opposition, notamment à cause des larges pouvoirs présidentiels accordés par le Parlement, dont :
- le pouvoir d'opposer son veto sur toute loi approuvée par le Parlement ;
- le pouvoir de déclarer la guerre ou la loi martiale ;
- le pouvoir de nommer le premier ministre, le président de la Cour suprême, le procureur-général et le commandant en chef des forces armées ;
- une immunité totale.

Dès octobre 1990, tandis que le mouvement nationaliste de Gamsakhourdia est déjà au pouvoir alors que Tbilissi reste sous contrôle de jure de l'Union soviétique, le nouveau gouvernement procède à la fermeture de la majorité des journaux supportant le Parti communiste. Molodyozh Gruzii, un journal rédigé par des jeunes basé à Tbilissi, est également fermé le 3 avril 1991 parce que Gamsakhourdia le qualifie de collaboration avec le KGB. La télévision publique, sous contrôle d'officiels du parti nationaliste, interdit tout programme ne soutenant pas la plateforme de Gamsakhourdia et en décembre 1990, 60 membres de la milice Mkhedrioni organise une grève de la faim pour protester contre ces tendances autoritaires.
La persécution ne fait que s'aggraver à la suite de l'indépendance. Le personnel du journal neutre Iberia est brutalement expulsé de son quartier général en mai 1991. Certains journalistes sont souvent exclus des conférences de presse et la télévision publique accuse régulièrement la compétition d'être au service de Moscou ; les autorités de Tbilissi ont recours aux menaces de mort et aux enquêtes criminelles pour faire taire les critiques. La presse internationale est aussi largement muselée.
De nombreux opposants politiques sont persécutés par Gamsakhourdia. En février 1991, dix membres du Parti nationale démocrate (PND) en Kakhétie et 56 membres de la milice Mkhedrioni, dont son chef, Djaba Iosseliani, sont arrêtés. Le 18 août, trois ministres, dont le premier ministre Tenguiz Sigoua, démissionnent et rejoignent l'opposition, accusant le président d'agir en « démagogue totalitaire ». Bientôt, la capitale sombre dans le chaos, quelques mois après l'indépendance nationale.

## Prélude

### Départ de Kitovani

Tenguiz Kitovani lors du début de sa rébellion dans la vallée de Rkoni.

En janvier 1991, Zviad Gamsakhourdia signe un décret exécutif établissant la Garde nationale géorgienne, un prélude à la future armée géorgienne, et sous la juridiction du nouveau ministère des Affaires intérieures. À sa tête, il nomme Tenguiz Kitovani, un membre du parti de Gamsakhourdia récemment élu au Conseil suprême de la Géorgie, avec pour mission le recrutement de 20 000 soldats. En février, le ministère, tentant d'unifier les organisations paramilitaires opérant à travers le pays, emprisonne Djaba Iosseliani, un ancien criminel et critique de théâtre qui dirige la milice ultra-nationaliste Mkhedrioni, avec l'aide de troupes soviétiques, ainsi qu'une cinquantaine de ses collègues.
Kitovani collabore largement à la guerre que mène Gamsakhourdia en Ossétie du Sud, lançant de nombreuses attaques sur les régions hors du contrôle de Tbilissi de février à juin 1991. Mais la situation change durant l'été de la même année.
Le 19 août, Gamsakhourdia prend la charge des ministères des Affaires étrangères et de la Justice à la suite de la démission de plusieurs membres du gouvernement central. Un putsch à Moscou le lendemain voit une nouvelle controverse, alors que des rumeurs que Gamsakhourdia soutient Guennadi Ianaïev, le chef du putsch, semblent s'avérer, mettant Kitovani et le président en désaccord. Bientôt, l'agence d'information russe Interfax rédige un article prétendant que le président géorgien se prépare à désarmer sa Garde nationale afin de l'intégrer au sein de l'armée soviétique, ce qui est démenti par Tbilissi. Le 23 août, Zviad Gamsakhourdia émet un décret présidentiel abolissant le poste de commandant de la Garde nationale et met les troupes entièrement sous la dépendance du ministère de l'Intérieur.
Tenguiz Kitovani, en opposition à cette décision, quitte Tbilissi avec un large détachement des 15 000 hommes armés de la Garde nationale et installe sa base dans la vallée de Rkoni, quelque 40 kilomètres au nord de la capitale. Il est bientôt rejoint par Tenguiz Sigoua et l'ancien ministre des Affaires étrangères Guiorgui Khochtaria. Gamsakhourdia, en réponse, interdit le parti communiste (qui compte alors 60 parlementaires).
Afin d'atténuer la situation, Tbilissi transforme le bureau local du KGB en un département de Sécurité nationale, qui devient un ministère quelques semaines plus tard. Un Conseil de sécurité national est aussi créé, ce qui démontre que Gamsakhourdia souhaite une infrastructure militaire indépendante de Moscou. Mais aucune de ces réformes n'apaise Kitovani et ses alliés.

### État d'urgence

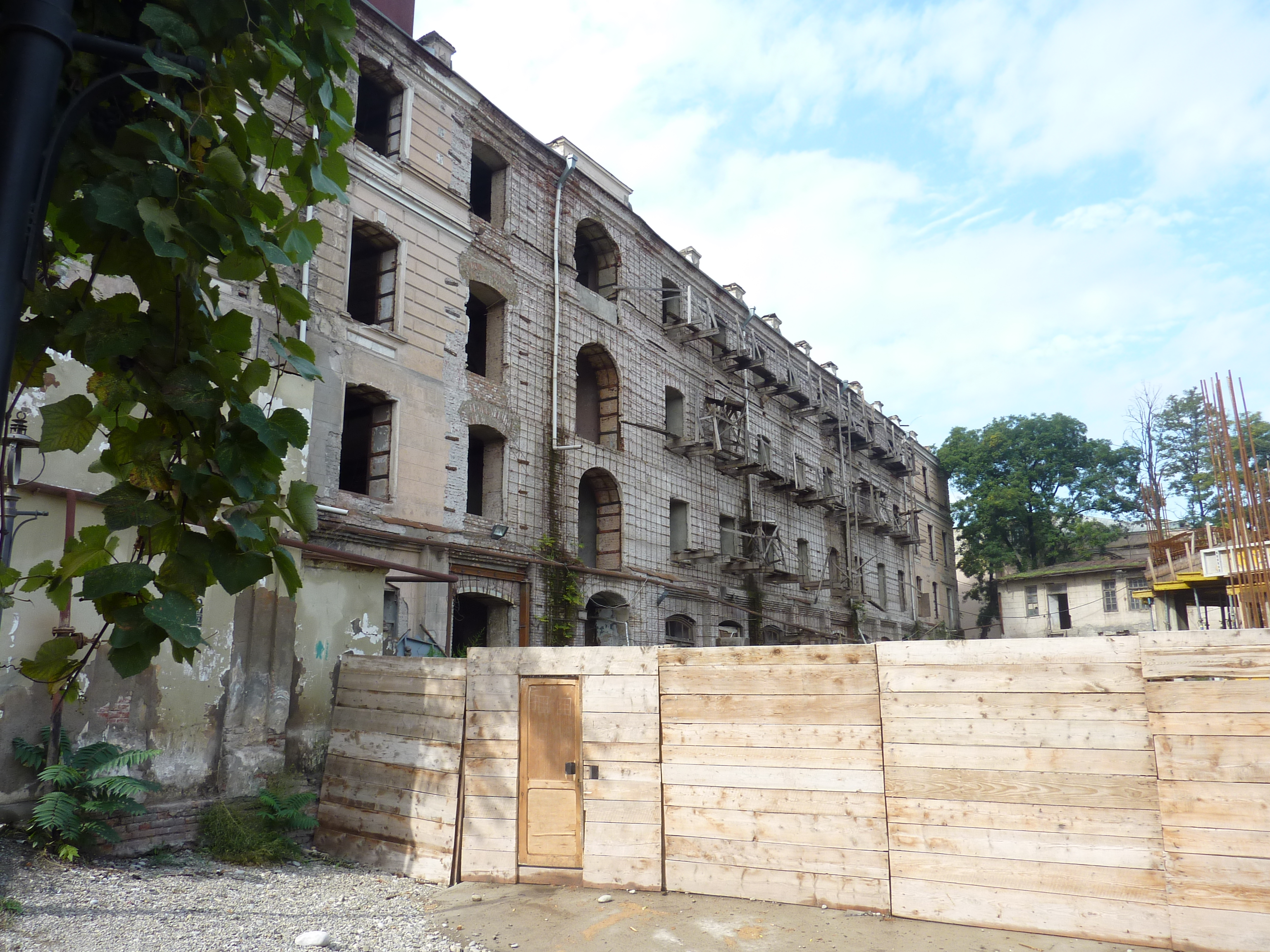
Ancien siège du KGB de Tbilissi, où de nombreux prisonniers politiques sont emprisonnés par Gamsakhourdia.

Le 2 septembre, la situation s'aggrave lorsqu'une manifestation, organisée par le Front populaire de Géorgie et le PND pour demander la libération de Djaba Iosseliani, est attaquée par des troupes du ministère de l'Intérieur. D'après l'organisation non-gouvernementale Human Rights Watch, les manifestants, assemblés sur l'avenue Roustavéli, sont agressés à la matraque, avant que les soldats ne leur tirent dessus, blessant trois civils.
Guiorgui Tchantouria, chef du PND, est emprisonné par les forces de l'ordre, ce qui ne fait qu'aggraver les tensions. Les membres du Parlement qui s'opposent à Gamsakhourdia, des groupes d'étudiants et des activistes à travers Tbilissi manifestent quotidiennement pendant septembre. Le 11 septembre, alors que 27 partis politiques signent une demande de résignation de Gamsakhourdia, ce dernier menace de dissoudre le Parlement et fait ériger des barricades sur l'avenue Roustavéli. L'historien Stephen Jones écrit plus tard que ces provocations sont un prélude à la guerre civile.
Le 22 septembre, un rassemblement de quelques dizaines de protestataires observant une grève de la faim devant le Parlement est violemment dispersé par un contingent de 250 soldats des troupes présidentielles et un groupe de 200 « furies » (une milice composée de partisanes de Gamsakhourdia). En réponse, une manifestation de près de 60 000 habitants de Tbilissi parvient à démonter les barricades. La nuit du 22 au 23 septembre voit une recrudescence de violence, lorsque 5 000 partisans de Gamsakhourdia, menés par le député Avtandil Rtskhiladzé, pénètrent dans le quartier général du PND, où ils attaquent 800 membres de l'opposition.
Le 24 septembre, Zviad Gamsakhourdia proclame un état d'urgence. Le gouvernement recommence ses attaques contre la presse, notamment lorsque le journaliste russe Albert Kotchetkov voit son appartement braqué par 15 soldats armés. Tenguiz Kitovani, pendant ce temps, promet de soutenir l'opposition politique de Gamsakhourdia et envoie un message de soutien aux membres du PND via le journaliste Zourab Kodalachvili, dont l'équipement est confisqué par le gouvernement.
Le nombre de prisonniers politiques ne fait qu'augmenter : Guiorgui Khaïndrava, membre du Congrès national géorgien, est arrêté le 17 septembre, Valeri Kvaratskhelia, un producteur de télévision, est emprisonné le 2 octobre et Goga Khindacheli, secrétaire régional du PND à Samtredia, les rejoint bientôt. Dans la nuit du 21 au 22 octobre, onze membres du PND sont à leur tour emprisonnés, tandis que Temour Jorjoliani, chef du Parti monarchiste, est arrêté le 15 novembre. Ils sont tous enfermés dans la prison d'Ortatchala au sud de Tbilissi.
D'après l'opposition, le conflit politique continue au sein de la prison d'Ortatchala. D'après les chefs du PND, de nombreuses émeutes sont organisées afin d'orchestrer les meurtres de certains prisonniers. Le 25 octobre, les portes de certaines cellules de prison sont ouvertes, menant à une nouvelle émeute qui voit un bataillon soviétique intervenir pour tuer un nombre indéterminé de prisonniers.
L'état d'urgence à Tbilissi réduit les activités politiques. Ainsi, le PND et le Parti d'indépendance nationale, les deux partis d'opposition étant resté actifs, suspendent leurs activités peu après les grandes manifestations du 3 au 5 octobre.

### Arrivée de l'opposition armée

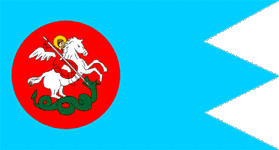
Drapeau du Mkhedrioni

Depuis la fin de septembre 1991, Tbilissi est une ville divisée. Les quartiers de Gldani, Nadzaladevi et Didoubé et le sud de l'avenue Roustaveli, qui abritent les bâtiments gouvernementaux, restent sous le contrôle militaire de Zviad Gamsakhourdia, qui commence déjà à s'isoler au sein du Parlement ; les quartiers entre l'Institut Marx-Engels-Lénine (29, avenue Roustaveli) et l'Université d'État Ivane Djavakhichvili (1, avenue Ilia Tchavtchavadze) sont fidèles à l'opposition ; et la milice de Mkhedrioni utilise l'avenue Ilia Tchavtchavdze comme quartier-général. Pendant ce temps, les quartiers de Vaké et Sabourtalo, peuplés de l'ancienne intelligentsia soviétique, restent neutres.
À la fin septembre, Tenguiz Kitovani retourne à Tbilissi, accompagné d'une partie de ses troupes, mais l'administration fait débarquer des milliers de partisans pro-Gamsakhourdia provenant des régions rurales de la Géorgie. Le 25 septembre, Irakli Tsereteli, chef du Parti d'indépendance nationale, annonce le début de la guerre civile, lorsqu'il menace que « soit nous allons périr, soit Gamsakhourdia périra ».
Avec entre 1 000 et 3 000 soldats de chaque côté, les premiers affrontements militaires se déroulent en octobre aux alentours des bureaux de la télévision publique, alors que l'opposition cherche à prendre le contrôle du bâtiment afin de déclarer la fin du régime de Gamsakhourdia. Les autorités soviétiques, toujours basées près de Tbilissi, utilisent le chaos dans le pays pour vendre des armes aux deux camps afin d'envenimer la situation.
À la suite des nombreuses arrestations d'opposants politiques, le gouvernement central remporte de légères victoires, obligeant Kitovani et ses troupes de l'ancienne Garde nationale à se retirer dans les banlieues de Tbilissi, où ils restent jusqu'en décembre. Un retour au calme temporaire permet à Gamsakhourdia de faire interdire tout parti politique le 5 novembre, avant de fermer le journal Sakartvelo-Sakinphorm. Le même mois, les voitures de Tedo Paatachvili et Guela Tchorgolachvili, deux membres de l'opposition, explosent dans ce qui est décrit par Helsinki Watch comme une attaque terroriste.
Le 19 décembre, Tenguiz Kitovani publie un ultimatum à Zviad Gamsakhourdia, réclamant sa démission. Celui-ci refuse, ce qui sera plus tard critiqué par son ministre des Affaires étrangères, Mourman Omanidzé.
Le 20 décembre 1991, Tenguiz Kitovani retourne à Tbilissi, où il unifie ses troupes au Mkhedrioni et la milice opérant sous le nom de Société Merab Kostava. Le lendemain, l'Union soviétique est officiellement abolie et la Géorgie ne rejoint pas la nouvelle Communauté des États indépendants. Zviad Gamsakhourdia se barricade dans le sous-sol du Parlement, avec une majorité de son cabinet et du Parlement.
En débarquant dans la capitale, Kitovani annonce :

## Combattants

### Loyalistes

Forces gouvernementales au Parlement.

Le manque d'organisation au sein des troupes gouvernementales et la fuite de nombreuses forces durant le coup d'État rend difficile l'estimation de la taille des forces loyalistes à Zviad Gamsakhourdia. Au début du conflit, la Garde nationale, qui ne compte qu'une fraction de ses 15 000 soldats après la sécession de Tenguiz Kitovani, constitue la majorité des troupes protégeant le Parlement, mais le nombre de membres de la Garde nationale participant au conflit est inconnu ; une large partie de la Garde reste en Ossétie du Sud durant le coup. Tandis que certaines sources occidentales annoncent entre 1 000 et 2 000 combattants, Zviad Gamsakhourdia avance avoir une armée de 5 000 soldats sous ses ordres.
Les sources ne sont guère précises pour la seconde semaine du coup. Guia Karkarachvili, qui dirige les efforts militaires du Conseil militaire, dit n'avoir affronté que de 250 à 300 hommes le 4 janvier, tandis que l'agence de presse russe Interfax rapporte de 300 à 500 zviadistes la veille. D'autres sources russes, pendant ce temps, avancent près de 1 500 « Zviadistes », dont 60 % sont armés, le 5 janvier.
Le Conseil militaire, qui représente l'opposition, déclare durant le conflit que la majorité des soldats de Gamsakhourdia ont 18 ou 19 ans et ne veulent pas participer au conflit. D'après cette version des faits, il n'y aurait qu'un petit groupe faisant partie de l'OMON, un détachement spécial de la Garde nationale. Une large partie des combattants viennent d'un bataillon spécial de femmes volontaires, surnommé le « Bataillon des collants noirs ». Un reportage du 3 janvier annonce que la majorité de la garde présidentielle de la casemate, près de 500 soldats, provient de ce bataillon. Une milice de jeune montagnards venant de la région caucasienne de Svanétie, surnommée « Lemi » (ლემი, signifiant « lion » en svane), participe aussi au combat.
La participation de mercenaires étrangers reste un sujet controversé et est nié par les partisans de Gamsakhourdia. Toutefois, lors d'une conférence de presse le 4 janvier, le Conseil militaire condamne l'implication de mercenaires tchétchènes envoyés par Djokhar Doudaïev, président séparatiste de la République tchétchène d'Itchkérie et proche allié de Gamsakhourdia. Djaba Iosseliani, commandant du Mkhedrioni, déclare que « la position de Djokhar Doudaïev est inacceptable et mal placée, mais l'espoir reste que ce malentendu peut s'arranger ». Le 5 janvier, de plus, quatre mercenaires ukrainiens qui ont probablement agi comme snipers pour le gouvernement, sont détenus par l'opposition.

### Opposition

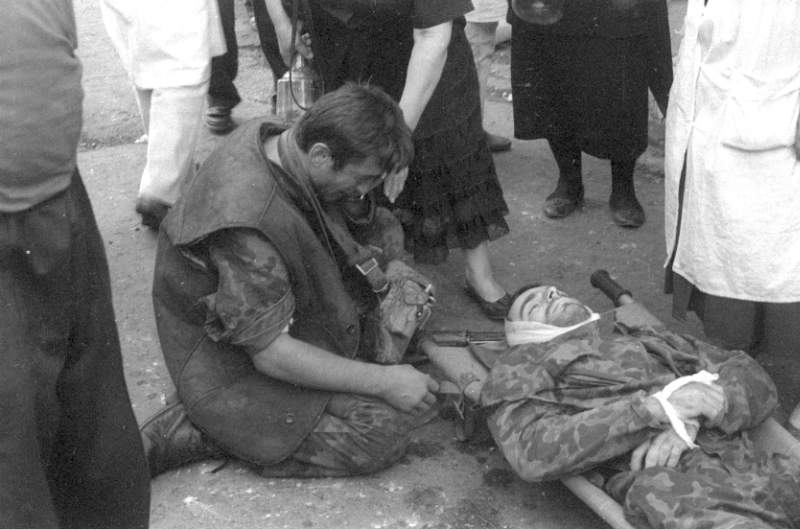
Soldats de l'opposition

La majorité des troupes de l'opposition vient des factions rebelles de la Garde nationale qui ont suivi Tenguiz Kitovani lors de la mutinerie de ce dernier en août 1991. Toutefois, alors qu'il est estimé que 15 000 des 20 000 membres de la Garde ont prêté allégeance à la cause de l'opposition, seule une petite portion des combattants participent à la bataille de Tbilissi, tandis que les autres soldats restent en Ossétie du Sud ou en Abkhazie pour calmer les tensions ethniques.
Djaba Iosseliani commande une milice d'entre 600 et 5 000 soldats ultra-conservateurs qui opèrent sous l'étendard du Mkhedrioni. Cette milice reste sous la direction personnelle d'Iosseliani, même après l'unification de l'opposition lors de la proclamation du Conseil militaire le 2 janvier 1992, et ce sont des soldats du Mkhedrioni qui causent le massacre du 3 janvier. La Société Merab Kostava, qui est organisée comme un mouvement politique en 1990 avant de devenir une milice armée sous la direction de Vaji Adamia, rejoint la Garde nationale rebelle de Kitovani dès le 20 décembre 1991.
À partir du 22 décembre, Tetri Artsivi (თეთრი არწივი, signifiant « Aigle blanc »), un groupe paramilitaire de 80 hommes dirigés par le seigneur de guerre Guia Karkarachvili et opérant dans le cadre de la guerre en Ossétie du Sud, quitte Tskhinvali pour venir en aide à l'opposition. Cette milice sera utilisée pour assiéger Tbilissi et bloquer les routes menant vers la capitale. Karkarachvili deviendra par la suite une figure principale du Conseil militiaire, avant de devenir ministre de la Défense durant la guerre d'Abkhazie.
Le 1er janvier, l'Union des Afghans, une milice composée de vétérans de la guerre en Afghanistan, reste neutre au début du coup et hésite à rejoindre les forces de Gamsakhourdia. Toutefois, après l'emprisonnement de Nodar Guiorgadzé, chef de la milice et assistant au ministre de la Défense, et les rumeurs de son exécution dans la casemate du président, l'Union rejoint les forces de l'opposition.

### Implications russes

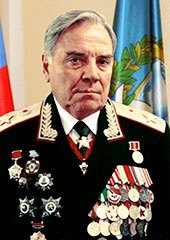
Vladimir Lobov, chef de l'armée soviétique de 1989 à 1991.

D'après l'historienne Leyla Tsomaya, qui est proche alliée de Gamsakhourdia lors de la guerre civile, il existe une théorie controversée sur le début de l'affrontement. Zviad Gamsakhourdia aurait eu jusqu'à 7 h le matin du 22 décembre pour appeler Boris Eltsine et assurer l'affiliation de la Géorgie à la Communauté des États indépendants. Le refus de Gamsakhourdia aurait alors mené au début des hostilités. Cette version est réputée vraie durant le putsch par le Président, qui accuse Eltsine d'être derrière le coup. Le 3 janvier, il répète son accusation et surnomme le coup d'État un « putsch du Kremlin ».
Durant le conflit, les accusations d'assistance russe à un côté ou à l'autre sont régulièrement faites par le Président et l'opposition. Ainsi, Gamsakhourdia se plaint dans sa casemate que les unités de l'armée soviétique « n'assistent pas le Président élu légalement et, au contraire, offrent une aide importante aux bandits de l'opposition ». De son côté, Djaba Iosseliani accuse Gamsakhourdia d'être trop proche des services de renseignement russes, accusant trois ministres (Mourman Omanidzé des Affaires étrangères, Dilar Khabouliani des Affaires intérieures et Igor Tchkheidzé des Ressources techniques) d'être des agents du KGB. Malgré ces accusations, Iouri Grekov, premier vice-commandant du district militaire transcaucasien de l'Armée soviétique, nie toute implication dans le conflit, tout en s'accordant avec Tenguiz Kitovani que ses troupes resteront en Géorgie après le départ de Gamsakhourdia.
En décembre 1992, près de onze mois après la fin du conflit, le journal moscovite Moskovskiye Novosti publie une lettre du Colonel-Général Soufian Bepaïev, alors vice-commandant du district militaire soviétique de Transcaucasie, qui dit avoir apporté de l'aide logistique et militaire aux opposants à partir du 28 décembre. D'après cette lettre, sans le bataillon russe, « les partisans de Gamsakhourdia auraient obtenu avec certitude une victoire ». Cette version des faits révèle l'implication de soldats russes lors de la bataille autour de la Tour de télévision de Tbilissi.
Toutefois, le stratège grec Spyros Demetriou propose une autre version des faits, qui révèle en 2002 la large implication des forces soviétiques dans la guerre civile. Peu après l'élection de Gamsakhourdia en 1990, les autorités de Moscou autorisent une opération secrète d'importation de beaucoup d'armes depuis l'Arménie et l'Azerbaïdjan, à distribuer entre de nombreux groupes paramilitaires. Dès le début de 1991, de larges caches d'AK-47 et de Makarov PM sont montées dans la base militaire de Vaziani et dans les stations géorgiennes de la DOSAAF. Neuf milices géorgiennes, trois milices ossètes et trois milices abkhazes sont ainsi armées avant le début de la guerre civile.
Durant le coup d'État, Soufian Bepaïev aurait fourni des armes et des véhicules blindés aux deux camps. D'après certaines sources, il commence par offrir des armes gratuitement au début de la guerre civile, avant de les vendre (200-300 US$ par AK-47, 800 US$ par Makarov PM et de 5 000 US$ à 8 000 US$ par véhicule blindé). D'après la Georgian Defense Foundation, la Garde nationale reçoit, entre le 21 décembre 1991 et le 6 janvier 1992, près de 200 AK-47, 50 lance-grenades RPG-7, deux fusils SVD Dragunov et 200 Makarov PM. Après la victoire du Conseil militaire, un bataillon spécial de la Garde nationale, formé le 10 janvier, est entièrement équipé par les bases militaires russes.
Certains analystes avancent que cette distribution d'armes est le résultat du chaos dans les forces armées soviétiques durant la dislocation de l'URSS, à cause de difficiles conditions économiques dans le Caucase et la corruption de certains chefs militaires. Toutefois, Demetriou présente une autre théorie sur le soutien russe :

« Dans sa tentative de définir et d'exécuter ses objectifs de politique étrangère à l'ère post-soviétique, le président russe Boris Eltsine est confronté aux souhaits des conservateurs radicaux de l'armée. En Géorgie, cette dispute se manifeste par une double politique envers le conflit civil. Eltsine favorise un processus de dialogue, négociations et coopération avec le gouvernement géorgien tandis que les dirigeants militaires voient la préservation de l'influence militaire et des bases stratégiques de la Russie dans le Caucase comme un but principal, même au coût de l'indépendance géorgienne. En conséquence, l'armée russe conduit sa politique étrangère en Géorgie. Le but de cette « politique étrangère » est de surmonter le rejet des relations proches avec la Russie... Cela doit passer par une déstabilisation nationale et la création d'une situation qui forcera une assistance militaire russe à long terme. En fournissant des armes et d'autres matériaux aux belligérants de la guerre civile, les dirigeants militaires russes ont accompli leurs objectifs. »

## Le conflit

### Le premier jour
Dès l'arrivée de Kitovani, des plans de bataille sont discutés. Tandis que la Garde nationale et le gouvernement se barricadent au sein du Parlement, Tenguiz Sigoua s'empare de l'hôtel Tbilissi, sur l'avenue Roustavéli, à moins de 250 mètres du Parlement, désignant le bâtiment comme quartier-général (QG) de l'opposition armée. Le 21 décembre, Othar Litanichvili, un commandant du Mkhedrioni, apporte une carte détaillée de la capitale au sein du QG et les chefs militaires planifient les attaques à venir. Tenguiz Kitovani prend le commandement de l'assaut à venir sur le Parlement, ayant étudié l'édifice lors de son mandat en tant que chef de la Garde nationale.
Les préparatifs de l'opposition se font principalement lors de la nuit du 21 au 22 décembre. Giga Arveladzé, un soldat du Mkhedrioni, est envoyé inspecter les alentours du Parlement pour confirmer les positions des troupes gouvernementales et bientôt, l'avenue Roustaveli est bloquée au public, les deux côtés utilisant des autobus et des véhicules blindés afin d'isoler la plus populaire avenue de Tbilissi. Vers 1 h, Guia Karkarachvili, qui commande un groupe paramilitaires de 80 soldats sous le nom de Tetri Artsivi (« Aigle Blanc »), quitte son poste à Tskhinvali, où il tente de défendre les quartiers géorgiens de la ville dans le contexte de la guerre contre les séparatistes ossètes, et laisse son bataillon barricader l'autoroute menant à Tbilissi pour empêcher tout accès à la capitale, tandis qu'il apporte des nouvelles armes à l'opposition. Sa milice est armée de 50 AK-47, 3 AKS74, 20 AKS-74U et 50 caisses de grenades.
Le matin du 22 décembre, d'après le témoignage de l'ancien député Sandro Bregadzé, Sigoua ordonne à sa garde personnelle, menée par l'ancien membre des services de sécurité soviétique Mourtaz Chalouachvili, de se mettre en position dans le parc Alexandrov (plus tard renommé en l'honneur de la déclaration d'indépendance du 9 avril), afin de d'avoir le Parlement en ligne de mire. Avec juste l'église Kachouethi servant de zone morte entre les deux camps, le gouvernement envoie le maire Tamaz Vachadzé de Tbilissi et le député Avtandil Rtskhiladzé pour tenter de négocier une dernière fois avant le début des hostilités, mais ces deux sont enlevés et pris en otage par les forces de Sigoua.
Vers 7 h 30, Mourtaz Choualachvili autorise les premiers tirs contre le Parlement ; quatre obus sont tirés, inaugurant deux semaines de violence. D'après un reportage du New York Times, l'opposition n'accepte pas la responsabilité de la première attaque. Dans la journée du 22 décembre, les deux adversaires utilisent des obus, des grenades et des armes automatiques. L'église de Kachouethi, dont le terrain abrite des soldats de l'opposition, devient la cible des forces gouvernementales. La résidence de la famille Gamsakhourdia, surnommé la « Cloche de Colchide », prend feu, mais la famille, qui est sous protection gouvernementale pendant le coup d'État, reste sauve.

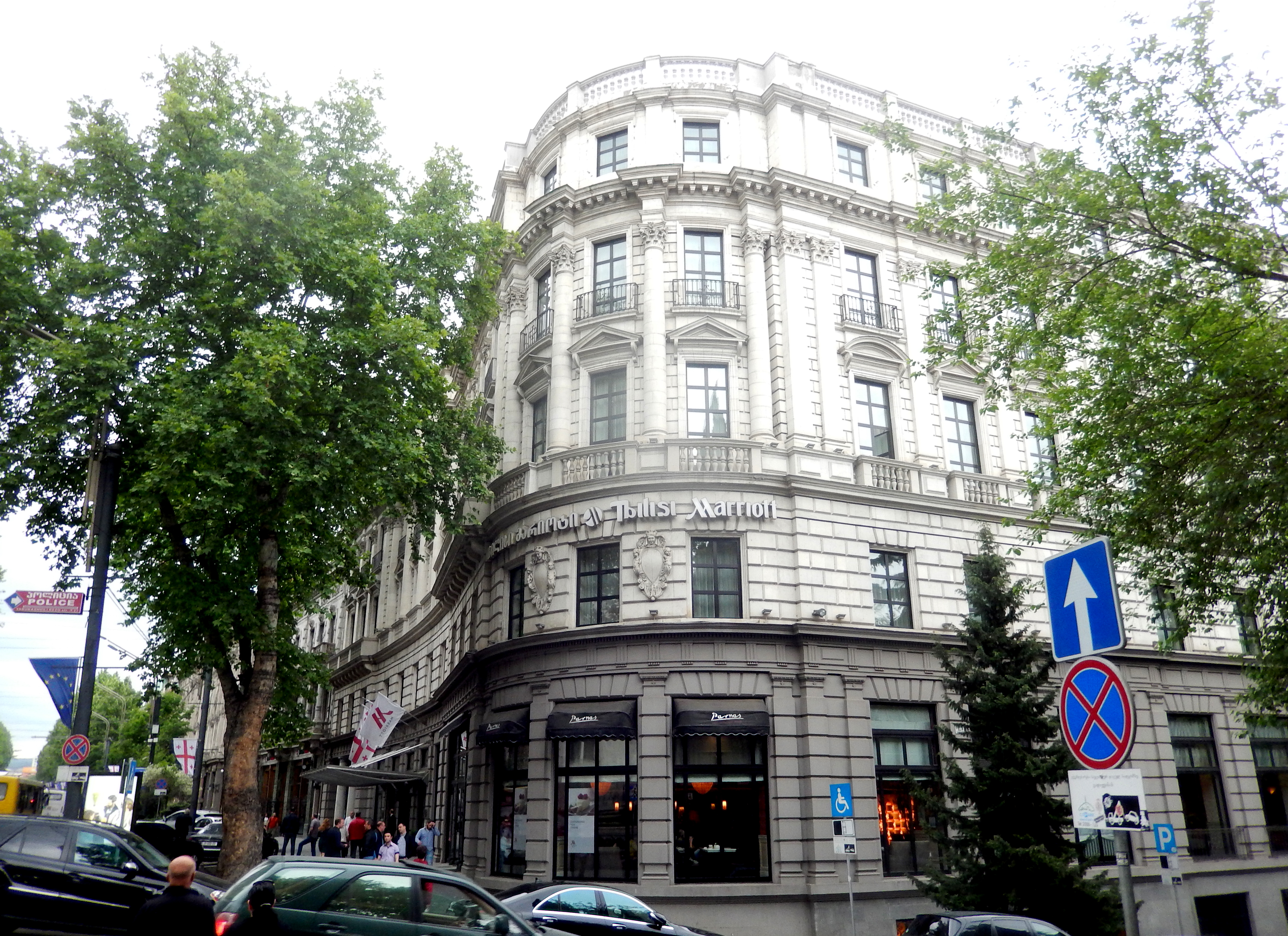
L'hôtel Tbilissi devient, en décembre 1991, le QG de l'opposition armée.

Le Parlement est entièrement isolé, notamment à cause de la coupure des câbles de communications partant de la casemate de Gamsakhourdia, une coupure ordonnée par le Président quelques mois auparavant sur conseil de son conseiller à la Sécurité nationale, Otar Khatiachvili. Khatiachvili rejoint l'opposition dès le premier jour des hostilités, tandis que le ministre des Communications, Phelix Tkeboutchava, reste au sein du gouvernement mais participe au coup d'État contre le gouvernement en coupant les lignes téléphoniques du Parlement.
Durant la journée, les rebelles parviennent à pénétrer au sein du Parlement, mais les troupes gouvernementales les repoussent, avant de réclamer une négociation. Celle-ci échoue rapidement et la bataille reprend, tandis que Tenguiz Sigoua contacte Gamsakhourdia, lui disant : « Vos fautes ne se produiront plus. Vous auriez dû démissionner il y a longtemps. Maintenant, vous avez intérêt à sortir avec un drapeau blanc, ou nous nous occuperons de tout le monde. »
Bessik Koutetaldzé, le ministre adjoint de la Défense, est envoyé par Zviad Gamsakhourdia pour négocier avec l'opposition, mais il trahit le Président et fait une déclaration télévisée demandant à Gamsakhourdia de démissionner et de laisser un nouveau Parlement punir les responsables des violences. Koutateladzé prend par la suite un hélicoptère et est envoyé par Sigoua et Tenguiz Kitovani à Zougdidi, en Géorgie occidentale, pour empêcher le départ des partisans de Gamsakhourdia. Tamaz Ninoua, ministre adjoint des Affaires intérieures, rejoint aussi l'opposition.
Durant l'aprée-midi, Ilia II, le catholicos-patriarche de l'Église orthodoxe de Géorgie, apparaît sur l'avenue Roustaveli, demandant aux deux côtés de rechercher la paix, tout en restant neutre durant le conflit, une position qui sera plus tard critiquée durement par certains partisans de Gamsakhourdia. Durant la soirée, Gamsakhourdia, qui est toujours dans son casemate, s'adresse à la nation et prétend que ses forces ont vaincus les troupes de l'opposition, en promettant de ne pas se rendre. Entre 7 et 17 personnes sont tuées durant la première journée de bataille.

### Escalade et réactions internationales

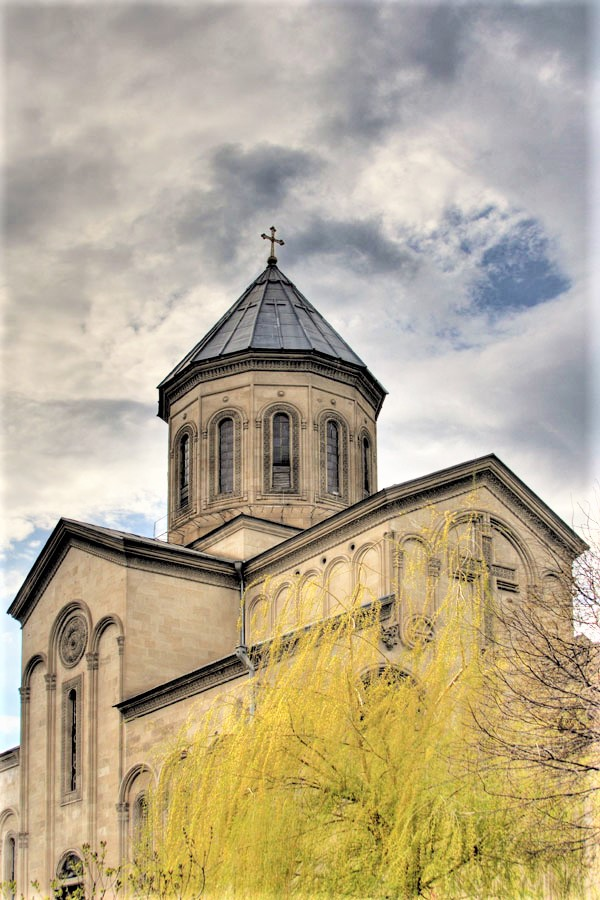
L'église de Kachouethi devient une cible durant le coup d'État.

Le conflit s'intensifie le 23 décembre : un assaut contre le Parlement, organisé durant la matinée, est repoussé par la Garde nationale. Durant la journée, l'avion présidentiel est transporté d'un côté de l'aéroport Novo Alexeyevka de Tbilissi à un autre, alimentant des rumeurs sur le départ de Zviad Gamsakhourdia ; elles sont niées par le gouvernement, qui assure que le déplacement est fait pour des raisons de sécurité et qui annonce un avantage douteux sur l'opposition. L'aéroport est fermé et les stations de radio et de télévision sont temporairement closes. La télévision russe, pendant ce temps, montre des véhicules armés avec des lance-missiles pointés sur le Parlement, avant le début d'une seconde attaque sur l'édifice, menée par Tenguiz Sigoua, qui prédit une victoire imminente.
La seconde attaque du 23 décembre résulte en une victoire temporaire des forces présidentielles, mais le musée d'art de Géorgie, juste en face du Parlement, prend feu. L'agence de presse russe TASS écrit que de nombreuses personnes sont bloquées à l'intérieur du musée et les pompiers n'ont pas accès au bâtiment à cause du blocus de l'opposition. Gamsakhourdia fait rappeler le reste de sa Garde nationale à Tbilissi afin de rompre le siège autour de Tbilissi, mettant ainsi fin à la large présence militaire géorgienne en Ossétie du Sud.

D'après les reportages du New York Times, la violence augmente le 24 décembre à Tbilissi et, tandis que les bruits de missiles lancés contre le Parlement et la Tour de télévision de Tbilissi, deux kilomètres à l'ouest de l'avenue Roustaveli, sont entendus au centre de la capitale, la dégradation de la situation pousse le département d'État des États-Unis à publier la première réaction américaine sur la guerre civile géorgienne : 

« Nous trouvons que l'affirmation du Président Gamsakhourdia de s'engager en faveur des principes démocratiques et des droits de l'Homme reconnus par la communauté internationale, est médiocre. Toute dispute politique et autre doit être résolue pacifiquement et d'une manière consistante avec les principes des droits de l'Homme reconnus au niveau international. Nous demandons au gouvernement géorgien et à l'opposition d'observer ces principes afin de résoudre leur dispute. »

Cette réaction de l'administration du président George H. W. Bush reste controversée auprès des partisans de Zviad Gamsakhourdia. De plus, le début de la reconnaissance internationale de l'indépendance géorgienne durant le coup d'État et non pas durant la présidence de Gamsakhourdia, sera critiqué par Mourman Omanidzé, le ministre des Affaires étrangères de l'administration assiégée. En effet, les États-Unis, le Canada et l'Iran reconnaissent la Géorgie le 25 décembre, suivis par le Brésil, Cuba, la Thaïlande et l'Inde le 26 décembre, le Viêt Nam, la Biélorussie, l'Égypte, l'Algérie et la Chine le 27 décembre, la Jordanie et la Croatie le 28 décembre, le Liban le 30 décembre et le Pakistan le 31 décembre. Pendant cette période, Omanidzé est à Moscou afin de demander l'aide du président russe Boris Eltsine, mais ce dernier refuse de le rencontrer, invoquant les violations des droits de l'Homme en Ossétie du Sud.
Tout en augmentant les barricades autour de Tbilissi, Tenguiz Sigoua et Tenguiz Kitovani proposent la paix à Gamsakhourdia le 24 décembre. Ils offrent de traiter les membres du gouvernement pacifiquement en échange de la démission immédiate du président, une offre rejetée par le chef d'État. À la fin de la journée, certains rapports internationaux estiment le nombre de morts entre 23 et 50 Géorgiens, avec entre 168 et 200 blessés ; la télévision russe montre les corps des victimes étant évacués par des civils dans la soirée. Le 25 décembre, le décompte de morts augmente entre 30 et 80 victimes, d'après la presse américaine.

### La fin de l'année
La plus sévère bataille se déroule le 27 décembre lorsque les troupes de Tenguiz Kitovani pénètrent dans le Parlement et mettent le feu au premier étage du bâtiment à l'aide d'essence. Le ministère de la Santé annonce lors d'une interview avec le New York Times que « nous ne savons pas ce qui se passe, à part le fait qu'il y a des tirs autour du Parlement ». Toutefois, cela n'empêche guère Human Rights Watch, une organisation non-gouvernementale, de publier un rapport officiel le même jour accusant le gouvernement de Zviad Gamsakhourdia de violer les droits de l'homme.
Le rapport de 18 pages devient la seule source d'informations sur la présidence de Gamsakhourdia dans de nombreux cercles occidentaux. La publication décrit les persécutions politiques du gouvernement contre l'opposition : les arrestations des membres du Mkhedrioni et la violence ethnique en Ossétie du Sud, qui cessent le 22 novembre 1991. Lors d'une conférence de presse, les représentants de Human Rights Watch annoncent qu'ils « ne sont pas en position d'évaluer les promesses sur les droits de l'Homme faites par l'opposition désorganisée ». Lors d'une interview avec la presse américaine, Rachel Denver, la principale auteur du rapport, juge que l'opposition est armée, tout en soulignant le fait qu'une bonne partie de l'opposition soutient les droits fondamentaux.
Le 28 décembre, les forces gouvernementales ont perdu tout contrôle hors de la casemate du président et Tenguiz Kitovani, accompagné d'un contingent du Mkhedrioni, s'empare de l'ancien quarter-général de la branche géorgienne du KGB dans le quartier de Gldani, où sont emprisonnés de nombreux membres de l'opposition. Huit prisonniers sont libérés et amenés sur l'avenue Roustaveli pour encourager les combattants, dont Guirgui Tchantouria, Guiorgui Khaïndrava et le chef titulaire du Mkhedrioni, Djaba Iosseliani. Ce dernier reprend immédiatement le commandement de sa milice et Tchantouria proclame que la guerre civile se doit de continuer jusqu'au départ de Gamsakhourdia. Sur leur chemin, les troupes de l'opposition allument des incendies dans de nombreux bâtiments d'importance stratégique, dont la Banque nationale de Géorgie et le ministère des Affaires intérieures, menant à la destruction de près de 210 000 documents (ou 80 % de la totalité) des archives gouvernementales de l'époque soviétique.
À la fin de la journée du 28 décembre, le nombre de morts se situe au moins à 42, auxquels s'ajoutent 260 blessés. Le 31 décembre, Nodar Guiorgadzé, assistant au ministre de la Défense et dirigeant d'une milice de vétérans de la guerre d'Afghanistan, demande à Gamsakhourdia de démissionner, ce qui amène le Président à le faire emprisonner. Il est bientôt rejoint par Mourman Omanidzé, le ministre des Affaires étrangères et un des plus proches conseillers de Gamsakhourdia, après son échec de négociations en Russie.

### Proclamation du Conseil militaire
Le 1er janvier 1992, les forces de l'opposition investissent la Tour de télévision de Tbilissi, ce qui permet aux opposants de contrôler les messages télévisés. Le 2 janvier, les dirigeants de l'opposition, assemblés au sein de l'Académie des Sciences, annoncent la formation d'un Conseil militaire, qui devient alors le seul gouvernement reconnu par les membres de l'opposition. Zviad Gamsakhourdia devient un usurpateur à leurs yeux. Même si la liste complète des membres de l'administration du Conseil militaire n'est jamais rendue publique, Tenguiz Kitovani et Djaba Iosseliani se proclament dirigeants du Conseil, nommant Tenguiz Sigoua comme Premier Ministre et chef de l'administration, tandis que le Parlement est dissous. Alexandre Tchikvaïdze, qui sert aussi d'ambassadeur russe aux Pays-Bas, est nommé ministre des Affaires étrangères, Levan Charachenidzé, ancien commissaire militaire des forces soviétiques géorgiennes, est nommé ministre de la Défense et Vakhtang Razmadze devient le procureur d'État. Théoriquement, le gouvernement de Gamsakhourdia reste l'entité légitime pour les pouvoirs étrangers, mais il n'est pas clair quel gouvernement est reconnu par le Laos, l'Éthiopie et l'Irak, qui reconnaissent l'indépendance géorgienne le jour de la proclamation du Conseil.
Kitovani et Iosseliani signent ensemble les décrets de la junte,. Ainsi, le cabinet de Gamsakhourdia est déposé par un premier décret, avant que la Constitution géorgienne ne soit abolie par un second décret. En ordonnant une telle manœuvre, les chefs de l'opposition affirment vouloir restaurer la Constitution de la République démocratique de Géorgie de 1921, mais cette restauration ne se fait qu'en février et le pays opère sous le contrôle unilatéral de la junte pendant un mois. Afin d'assurer la population des intentions démocratiques de l'opposition, le Conseil militaire annonce la formation d'une assemblée consultative composée de figures politiques (« ouverte à tout le monde, sauf Zviad Gamsakhourdia ») et intellectuelles pour représenter les partis politiques, les minorités ethniques et l'intelligentsia avant des élections parlementaires.
Un couvre-feu est proclamé à Tbilissi le même jour par la junte, interdisant toute personne dans les rues de 23 h à 6 h. Zviad Gamsakhourdia, dont les troupes ne consistent plus que de quelques centaines de gardes, fait une annonce depuis sa casemate, demandant au peuple géorgien d'ignorer les décrets du Conseil militaire, de n'obéir qu'à « la Constitution, les lois de la République et de son gouvernement et président élus légalement » et d'organiser une grève nationale, tout en rejetant une nouvelle demande de démission.
La principale bataille du 2 janvier se déroule durant la soirée quand, vers 18 h, les troupes gouvernementales attaquent avec des munitions traçantes l'hôtel Iveria contrôlée par l'opposition, moins d'un kilomètre au nord du Parlement, en incluant une station de la Croix-Rouge. L'opposition riposte depuis le bâtiment de l'Académie des arts, menant à un échange de tirs au nord-ouest de l'avenue Roustavéli jusqu'à 22 h. À la fin du 2 janvier, le ministère de la Santé de Gamsakhourdia annonce que le nombre des pertes totales seraient de 73 morts et 400 blessés. Le chef paramilitaire Guia Karkarachvili est nommé gouverneur militaire de la capitale par le Conseil commandant de Tbilissi.

### Évènements hors de Tbilissi
Tandis que Tbilissi tombe dans le chaos, le reste de la Géorgie (hors l'Ossétie du Sud) reste plus ou moins calme durant la première semaine du conflit. Toutefois, les événements affectent certaines zones rurales en janvier 1992. Ainsi, quand la télévision géorgienne est contrôlée à partir du 1er janvier, tout programme est arrêté en Géorgie occidentale, qui reste loyale à Gamsakhourdia, grâce à la capture de la tour de diffusion télévisée de Koutaïssi par les zviadistes. De même, tandis que la majorité du pays ne reçoit plus de magazines à la suite de la fermeture des imprimeries de Tbilissi lors du coup, la Géorgie occidentale publie des journaux favorables à la présidence de Gamsakhourdia grâce aux imprimeries de Koutaïssi.
Le 4 janvier, Zviad Gamsakhourdia signe un décret dans sa casemate obligeant toute préfecture municipale et régionale hors de Tbilissi d'organiser une large mobilisation de troupes contre l'opposition, un acte décrit par certains comme un appel à la guérilla. Cet ordre oblige la mobilisation à se faire jusqu'au 7 janvier et force les préfectures à ouvrir des centres de mobilisation pour accueillir les conscrits âgés de 20 à 45 ans. Les autorités locales sont également dans l'obligation d'organiser le transport de cette armée théorique. Toutefois, ce décret ne peut être appliqué par une Garde nationale absente.
En réponse, le Conseil militaire annonce l'abolition du système de gouvernement local et déclare son intention de nommer des gouverneurs locaux loyaux à l'opposition. D'après une annonce du Conseil, la majorité des préfectures locales seraient sous le contrôle de la junte dès 18 h 30 le 4 janvier. Mais le pays comprend encore des villes loyales au Président ; un affrontement entre le gouvernement de la ville de Roustavi, à 25 kilomètres au sud de la capitale, et les forces envoyées par le Conseil militaire, se déroule le 5 janvier. Tandis que des coups de fusil sont entendus, aucun blessé n'est reporté lors de ce combat.

### Répressions des manifestations

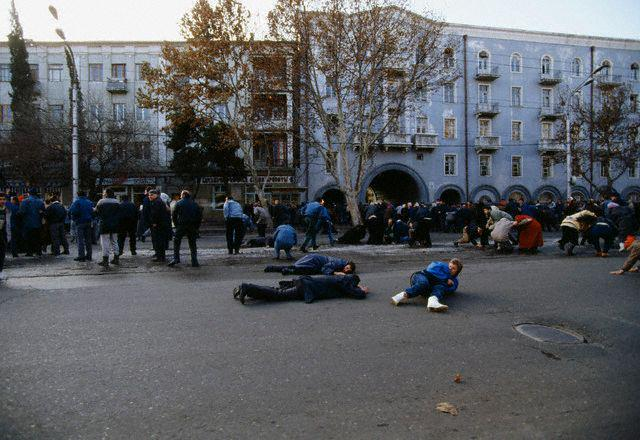
Manifestants du 3 janvier dispersés par les agents du Conseil militaire.

Le 3 janvier, il est clair que le gouvernement de Gamsakhourdia n'a plus assez de forces disponibles pour vaincre l'opposition. Toutefois, la presse occidentale questionne la durée du siège du Parlement, notamment en raison de la solidité de la casemate et aussi du manque d'avantage décisif des troupes du Conseil militaire. Achot Manoutcharian, conseiller à la sécurité nationale au président arménien Levon Ter-Petrossian, arrive à Tbilissi ce même jour pour tenter de négocier la fin du conflit entre le Conseil militaire et Gamsakhourdia, et rencontre les deux adversaires pour les convaincre de signer un accord de paix ; toutefois, Gamsakhourdia s'offusque de la rencontre entre la délégation arménienne et l'opposition.
Zviad Gamsakhourdia prononce son dernier discours depuis sa casemate dans la matinée : « Alors que nous avons presque complété la véritable indépendance de la république et sa reconnaissance par les puissances mondiales, certains traîtres de notre patrie tentent de menacer notre indépendance en créant un Conseil militaire, de la même nature que le comité révolutionnaire de février 1921. Aujourd'hui, le destin de notre nation se décide. Je demande à tout le monde de se lever pour défendre la patrie, pour défendre le futur de nos enfants. Toute la population de notre république doit venir à la défense du gouvernement légitime et démocratiquement élu. Le gouvernement contrôle entièrement la situation et continue de diriger l'infrastructure de la république. Nous avons surmonté de nombreux obstacles sur la route vers l'indépendance. Nous croyons que maintenant aussi le peuple géorgien surmontera la situation présente avec honneur. Je vous demande de former des comités de défense et de résister aux décisions du Conseil militaire. Je vous demande d'organiser de larges manifestations, de nombreuses grèves et d'autres actes de désobéissance civile. »
Tandis que le Conseil militaire émet un nouveau décret interdisant toute manifestation, une assemblée de 3 000 à 4 000 partisans de Zviad Gamsakhourdia organise une manifestation vers 12 h le 3 janvier, à partir d'une gare à plusieurs kilomètres du champ de bataille. Les manifestants, principalement des hommes entre 30 et 50 ans, mais aussi de nombreuses femmes, transportent des portraits du président, tout en criant son nom (« Zviad! ») et avancent en direction de l'avenue Roustaveli. Après quinze minutes, des hommes masqués du Mkhedrioni lancent, depuis une voiture, des fumigènes sur la foule, qui continue pourtant son chemin, sous les applaudissements de civils assistant à la protestation depuis leur balcon. Mais un groupe de huit à dix hommes masqués ou portant des lunettes de soleil afin de couvrir leur identité forment alors une ligne devant la manifestation et tirent dans l'air pour faire fuir la foule. Quelques instants plus tard, les prochains tirs sont dirigés sur la foule, qui se disperse rapidement, tandis que certains se refugient derrière des voitures. Deux protestataires sont tués sur le coup et 38 sont blessés, dont deux qui succomberont quelques jours plus tard.
Les évènements du 3 janvier augmentent la rhétorique entre les deux camps. Djaba Iosseliani annonce lors d'une conférence de presse que la décision de disperser violemment la manifestation est venu directement du Conseil militaire, en cause du décret de la junte bannissant toute protestation. Il qualifie le massacre de « normal » et menace de recommencer si les citoyens de Tbilissi continuent à violer les décrets du Conseil, tout en s'excusant envers les quatre journalistes qui ont eu leurs appareils confisqués par les forces de l'opposition. Iosseliani accuse les troupes d'élite de Gamsakhourdia, l'OMON, d'avoir provoqué les soldats du Mkhedrioni.
Zviad Gamsakhourdia, dont les forces ont capturé, puis torturé deux des soldats responsables de la répression, compare le Conseil militaire à des « terroristes et criminels » le 4 janvier. Lors de ce même interview avec la télévision britannique Sky News, il refuse à nouveau de démissionner et fait un parallèle entre la manifestation et les évènements de janvier 1991 en Lituanie.
À 18 h, Sigoua prononce à la télévision un ultimatum au président, lui donnant jusqu'à 8 h le lendemain pour démissionner. Le Conseil militaire cesse le feu temporairement et bloque tout accès au Parlement, à part la rue derrière le bâtiment afin de laisser les soldats de Gamsakhourdia quitter le champ de bataille. Le président refuse l'ultimatum tout en offrant un compromis : une limitation sérieuse des pouvoirs exécutifs, un référendum sur l'existence du poste de Président, la restauration de l'autonomie de l'Ossétie du Sud, un retour des Meskhètes exilés en Asie centrale depuis les années 1940, la libération des prisonniers politiques et que le pays rejoigne la Communauté des États indépendants. Cette offre est refusée par l'opposition, à la suite de quoi Gamsakhourdia déclare : « J'ai essayé à de nombreuses reprises de mettre un terme à la tuerie, mais il est impossible de discuter avec l'opposition, car ce n'est qu'une bande de criminels. La seule chose qui nous reste à faire est de se battre, se battre et, encore une fois, se battre. Bien sûr, ce n'est pas une chose facile à accomplir, mais une solution pacifique serait possible si la société géorgienne se mobilisait mais celle-ci reste passive pour le moment. Je sais que nous pouvons vaincre la rébellion avec notre force militaire, mais il va nous falloir du temps. »
Le refus par Gamsakhourdia provoque une tension au sein de la casemate, qui s'aggrave lorsque deux partis s'affrontent violemment au sujet de la stratégie à suivre. Après des coups de feu, une large section des combattants quitte le Parlement et, à 20 h, il ne reste plus que 500 gardes protégeant le gouvernement. À la suite d'une rumeur sur l'exécution de Nodar Guiorgadzé et Djemal Koteliani, deux membres du gouvernement emprisonnés dans la casemate par Gamsakhourdia, le Conseil militaire considère une nouvelle attaque contre le Parlement.

### Dernières batailles
Le 4 janvier, alors que Djaba Iosseliani annonce un programme d'abolition de la présidence afin d'instaurer un système parlementaire en Géorgie, le ministère des Affaires intérieures et le Bureau du Procureur général prêtent allégeance au Conseil militaire. En réponse, les forces gouvernementales attaquent le Bureau du Procureur, causant deux blessés mais échouant à occuper le bâtiment. Un autre combat se déroule durant la nuit quand les troupes loyales au président tentent de prendre la Tour de télévision en utilisant des lance-grenades, mais échouent aussi sur ce front. Ces affrontements, toutefois, se déroulent alors que l'opposition bloque les ondes radio du président et cesse le feu sur le Parlement pour autoriser la fuite des troupes du casemate
Une autre manifestation de 2 000 partisans pro-Gamsakhourdia se déroule le 5 janvier et les manifestants écoutent des discours en faveur du président, avant d'avancer dans la rue en criant le nom du chef d'État. Tandis que des rumeurs de convois d'hommes masqués provoquent une tension au sein du groupe, les manifestants se dispersent d'eux-mêmes au bout de quelques heures.
Le même jour, les derniers affrontements entre forces du Conseil militaire et de Gamsakhourdia se déroulent. Alors que les résidents quittent massivement le centre de Tbilissi, Tenguiz Kitovani gagne un nouvel affrontement sur la rue des Frères Zoulabachvili, derrière le Parlement, finalisant le siège du dernier bastion gouvernemental. Tenguiz Sigoua, pendant ce temps, annonce publiquement que l'une de ses plus grandes critiques envers Gamsakhourdia est son hostilité envers la Russie, prédisant que la Géorgie rejoindra la Communauté des États indépendants après le départ de Gamsakhourdia. Le 5 janvier, un journal russe, Postfactum, publie une interview avec un soldat présidentiel anonyme qui accuse le Président d'avoir interdit la fuite de ses troupes, menaçant l'exécution de tout soldat qui tente de fuir.
Les troupes loyalistes tentent une dernière fois, en vain, de prendre la Tour de télévision de Tbilissi. À 20 h 12, le Conseil militaire lance une dernière attaque violente sur le Parlement, ce qui isole Zviad Gamsakhourdia. Celui-ci reçoit alors une offre d'asile de la part du président arménien via télégramme. Richard Hovannisian, un professeur d'histoire caucasienne à l'université de Californie à Los Angeles, dit alors à la presse américaine qu'« à ce point là, nous n'avons aucune idée de quel côté se situe l'électorat géorgien ».
À la fin du 5 janvier, le ministère de la Santé compte au moins 90 morts et 700 blessés, alors que le Conseil militaire insiste que le nombre de victimes s'élève à 200 morts et 900 blessés.

### Départ de Gamsakhourdia

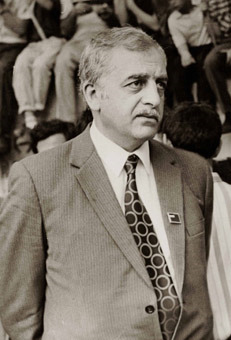
Zviad Gamsakhourdia

Le matin du 6 janvier, vers 5 h, Zviad Gamsakhourdia, sa famille et une garde personnelle de 60 dignitaires et hommes armés sortent du Parlement, via la voie derrière le bâtiment, qui est la seule laissée ouverte par les troupes de l'opposition afin de contrôler la fuite présidentielle et empêcher la dispersion des partisans armés de Gamsakhourdia à travers la capitale. Le président et sa famille entrent dans la voiture présidentielle, une Mercedes-Benz, et, suivis d'un VTT, un minibus et deux Jigoulis, échappent à une impasse faite au long du Mtkvari par Guiorgui Chenguelia, Vakhtang Kikabadzé et Guiorgui Khaïndrava. Les forces de l'opposition pénètrent alors dans le Parlement abandonné et ruiné, dont certaines colonnes sont entièrement détruites, proclament la victoire sur le gouvernement de Gamsakhourdia et libèrent les 40 otages enfermés dans la casemate du président (deux de ces otages sont emmenés à un hôpital local pour se faire soigner à la suite de signes de torture).
D'après les forces de l'opposition, Zviad Gamsakhourdia quitte Tbilissi avec 700 millions de roubles de la trésorerie d'État.
Quelques bus Ikarus quittent le Parlement avec des troupes loyalistes au président peu de temps après le départ de Gamsakhourdia, mais ceux-ci ne parviennent pas à quitter la ville et sont embusqués sur la rue Leselidzé, durant laquelle six soldats loyalistes sont exécutés sur ordre de Karakachvili. Ceux qui restent dans le Parlement, menés par le député loyaliste Nemo Bourtchouladzé, sont emprisonnés. Un dernier affrontement se déroule dans la partie occidentale de Tbilissi, près du cimetière de Mourkhatberdani, dans l'après-midi. Une fois le calme restauré, une troupe de sapeurs est envoyée dans la casemate pour chercher des mines antipersonennel.
Parti en exil, Zviad Gamsakhourdia franchit la frontière azerbaïdjanaise à 9 h 20 et, escorté par 12 véhicules, arrive dans la ville de Gandja à 12 h 15. Des hélicoptères sont déployés par le Conseil militaire pour rechercher le président en fuite, tandis que Tenguiz Kitovani lance des fausses rumeurs sur la capture de Gamsakhourdia par les autorités azerbaïdjanaises, rumeurs démenties par le ministre de la Défense du Conseil militaire. Tandis que certains rapports montrent que les exilés tentent de rejoindre Bakou avant de franchir la frontière du Daguestan, il se retrouve dans la ville arménienne d'Idjevan, au nord du pays, avec un cortège de 150 fidèles dans la soirée. Kitovani et Sigoua signent alors une déclaration annonçant la chute de la « dictature » et de nombreux soldats célèbrent sur les pas du Parlement.
À Tbilissi, le centre-ville n'est plus que ruines. Le ministère des Communications, l'hôtel Tbilissi, la Galerie d'Art nationale, le cinéma de l'avenue Roustavéli et d'autres emblèmes nationaux sont détruits, tandis que la Maison des Artistes est remplie de marques de guerre, dont un obus intact qui restera sur place pendant plusieurs jours. L'avenue Roustavéli est pleine de vitrines brisées, d'arbres tombés et de voitures brûlées. Le pont de Metekhi, principale avenue entre les deux rives du Mtkvari, est incendiée par les vainqueurs du coup d'État.
Edouard Chevardnadze, ancien chef communiste de la Géorgie et ministre soviétique des Affaires étrangères, annonce alors son intention de retourner en Géorgie afin de venir en aide au Conseil militaire et, d'après l'analyste géopolitique américain Thomas L. Friedman, « l'administration de George H.W. Bush ne savait pas quoi dire et, donc, ne dit rien ». À la fin du conflit, les estimations officielles sont de 90 morts et de centaines de blessés, mais les sources du ministère des Affaires intérieures estiment désormais le nombre de pertes totales à 113.

## Dans la casemate

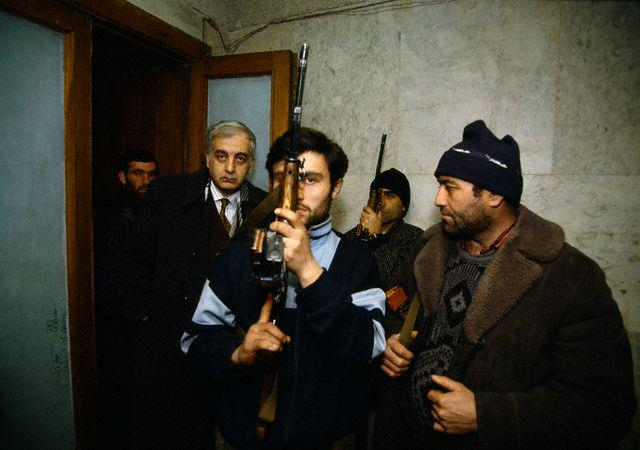
Gamsakhourdia et sa garde dans sa casemate au Parlement.

Pendant le coup d'État, le gouvernement de Zviad Gamsakhourdia continue à s'assembler dans la casemate. La presque totalité du cabinet des ministres est présente, ainsi qu'une majorité des membres du Parlement. Ce dernier continue à fonctionner de manière formelle, malgré l'absence de son président, Akaki Assatiani. Le 2 janvier, les parlementaires présents votent pour convoquer Assatiani dans la casemate, votant une date limite de 11 h le 4 janvier, qu'Assatiani ignore, avant de demander la démission de Gamsakhourdia.
Au sein de la casemate, les conditions sont déplorables. Un combattant décrit la casemate durant le conflit comme « anti-sanitaire ». Afin d'empêcher la propagation de la dysenterie, les soldats doivent régulièrement prendre plusieurs médicaments, tandis que les maigres rations de nourriture sont décrites comme « mauvaises ». Aggravant les conditions hygiéniques, les soldats morts sont entassés dans la casemate et après le départ de Gamsakhourdia, le Conseil militaire révèle une pièce où se situe des dizaines de corps.
Dans ces conditions, les témoins notent que la personnalité de Zviad Gamsakhourdia change entièrement. Mourman Omanidzé, son ministre des Affaires étrangères, le décrit comme « détâché de tout, à cause de tout le stress tombé sur ses épaules ». Le président dirige ainsi la casemate autoritairement et organise des séances de torture pour les prisonniers venant de l'opposition. Plus tard, des victimes témoigneront des méthodes de torture utilisées par les partisans de Gamsakhourdia, dont des raclées sévères, des chocs électriques et des suspensions par menottes. Les prisonniers sont enfermés dans des cellules créées pour l'occasion et sont supervisés par le ministre du Commerce.
Le Conseil militaire déclare après le coup que deux prisonniers ont été exécutés dans la casemate, mais cette hypothèse n'a jamais été vérifiée par la presse internationale. Le 3 janvier, Tenguiz Kitovani dit être en possession d'une vidéo prouvant que des enfants d'un orphelinat local ont été emmenés de force dans la casemate pour servir comme otages et empêcher une attaque violente de l'opposition, une prétention démentie par Gamsakhourdia.

## Conditions en ville

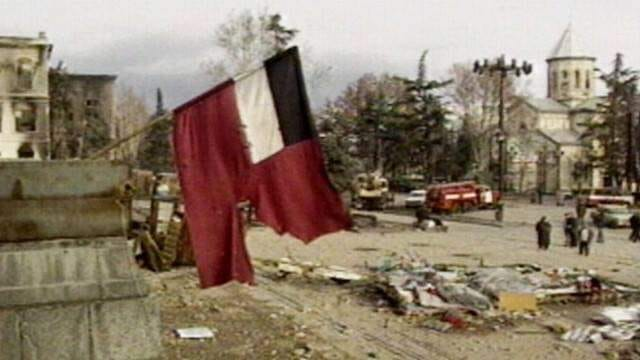
Vue sur l'avenue Roustavéli le 6 janvier.

Tbilissi, la plus grande ville du Caucase, souffre largement durant le coup d'État. D'après le témoignage de Mourman Omanidzé et de la presse russe, 80 % des bâtiments du centre-ville sont détruits par la bataille, ce qui mène à un large nombre de réfugiés. La Croix-Rouge établit une station dans l'hôtel Iveria, à moins de 900 mètres du Parlement, et un service de secours volontaire nommé Santeli (სანთელი, sant'eli) se forme pour aider les civils affectés par le conflit. Le taux de criminalité augmente considérablement durant les deux semaines du conflit, avec un large nombre de cambriolages et de vols de voitures. Dans certains cas, des hommes armés forment des obstacles sur les routes et obligent les conducteurs à vider leur réservoir d'essence. De plus, le Conseil militaire annonce que des bandes armées de partisans du Président terrorisent la population à de nombreuses reprises, une déclaration que le journal russe Postfactum ne peut confirmer.
Guia Karkarachvili est nommé dès le 2 janvier comme gouverneur militaire de Tbilissi, devant s'assurer de préserver la paix au sein de la capitale. Un état d'urgence est proclamé à partir de 0 h le 3 janvier et il organise une milice pour patrouiller les rues, avant que la police d'État, qui reste neutre durant le début du conflit, ne prenne la relève le 5 janvier à la suite de la nomination par le Conseil militaire du populaire chef de police Roman Gvantsadzé comme ministre des Affaires intérieures.
La milice de Karkarachvili impose des règles strictes à la population. Un couvre-feu interdit toute personne dans les rues durant la nuit, tandis que l'état d'urgence déclaré par le Conseil militaire autorise le groupe paramilitaire d'arrêter toute personne circulant dans la rue pour inspecter ses papiers d'identification. Seuls les résidents de Tbilissi ont le droit de rester dans la ville plus d'une journée durant le conflit, tandis que les autres reçoivent un permis de séjour de 24 heures.
Les services quotidiens sont aussi largement affectés. Tandis que le métro souterrain continue de fonctionner normalement, les autres moyens de transport en commun sont interrompus. Une crise économique touche Tbilissi alors que les centres commerciaux sont fermés, les marchés n'ont que peu de nourriture et les fermiers cessent d'amener leurs produits en ville. De plus, de nombreux quartiers de la ville souffrent de coupures d'électricité. L'aéroport de Tbilissi est miné.
Les lignes téléphoniques, coupés dès le début du coup par le ministère des Communications, ne sont rétablies que le 4 janvier par le Conseil militaire. Pendant ce temps, la publication des magazines est interrompue alors que les centres d'imprimerie sont fermés par crainte d'attaques des partisans du Président. Les bureaux de poste et les stations de télégraphes sont également closes.
Le 9 janvier, le Premier ministre du Conseil militaire, Tenguiz Sigoua, annonce lors d'une conférence de presse les détails des dommages causés par le conflit. D'après lui, un total de 10 000 mètres carrés d'habitation sont détruites par le feu, causant un manque de logement pour 252 familles (759 individus), pour qui deux hôtels, deux sanatoriums et quelques datchas appartenant à l'État sont réservés. Le coût total des déstructions sont éstimées entre 500 millions et 1 milliard de roubles.

## La suite

### Les affrontements continuent

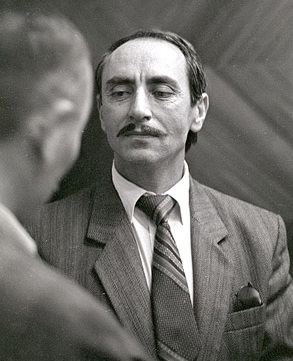
Djokhar Doudaïev, président de l'Itchkérie, accueille Gamsakhourdia à Grozny.

Le 7 janvier, Zviad Gamsakhourdia proclame son gouvernement en exil, insistant que sa légitimité est valide et que le coup d'État ne peut être reconnu par la communauté internationale. Mais cette proclamation est rejetée rapidement par le Conseil militaire, dont le conseiller légal, Ron Migraouli, rédige un article pour le magazine quotidien Géorgie libre et prétendant qu'une révolution armée contre une dictature, même si élue et reconnue par la communauté internationale, doit être légitime selon le droit international.
Afin de démontrer leur soutien envers le président renversé, quelques centaines de protestataires manifestent dans les rues de Tbilissi le même jour, ignorant les décrets du Conseil militaire. Djaba Iosseliani ordonne alors ses troupes d'intimider la foule en tirant dans l'air, dispersant ainsi les manifestants et blessant deux personnes. De nombreux volontaires à Tbilissi et en Mingrélie, région natale de Gamsakhourdia, commencent alors à s'organiser et recruter des volontaires pour planifier une contre-révolte.
Vakhtang Razmadzé, le procureur nommé par la junte, envoie une délégation composée d'Alexandre Kavsadzé, Guiorgui Chenguelia, Revaz Kipiani (assistant au procureur) et Guivi Kvantaliani (assistant au nouveau ministre des Affaires intérieures) en Arménie afin de négocier un retour pacifique du président déchu en Géorgie, offrant une promesse de liberté en échange de la fin de ses prétentions présidentielles, mais Gamsakhourdia refuse. Le 13 janvier, une seconde délégation, cette fois-ci menée par Eldar Chenguelia et incluant Tchaboua Amiredjibi, Grigol Lortkipanidzé, Guiorgui Khaïndrava, Vakhtang Kikabidzé et Revaz Kipiani, par pour Erevan, où ils rencontrent le président arménien Levon Ter-Petrossian et le président du Parlement d'Arménie, Babken Ararktsian. Toutefois, les deux refusent de leur remettre Gamsakhourdia. En réponse, Lortkipanidzé, l'un des délégués diplomatiques, co-signe une lettre avec une douzaine de membres de l'intelligentsia géorgienne, demandant la solidarité de l'intelligentsia arménienne.
Le même jour, Zviad Gamsakhourdia et sa famille prennent un avion privé avec un pilote géorgien et quitte l'Arménie, afin de rejoindre Grozny, la capitale de la République tchétchène d'Itchkérie, dont le président Djokhar Doudaïev reconnaît toujours la légitimité du gouvernement en exil. Deux avions de chasse géorgiens, sur ordre du Conseil militaire, tentent de forcer l'avion à se poser à l'aéroport de Tbilissi, mais échouent.

### Conséquences

#### Changement de pouvoir

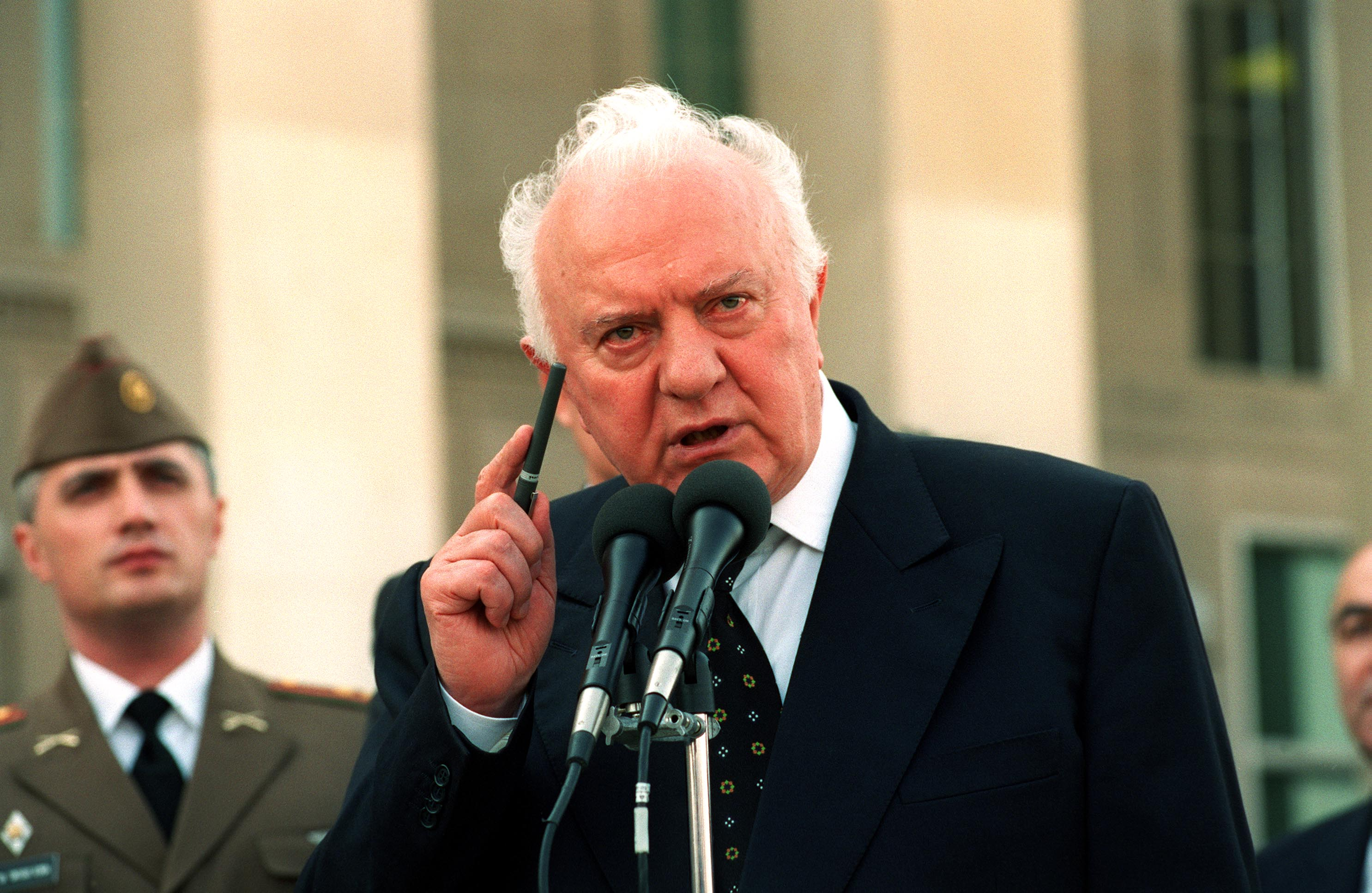
Edouard Chevardnadze devient chef de l'État géorgien dès mars 1992.

Outre la destruction temporaire du centre-ville de Tbilissi et la mort d'une centaine de Géorgiens, les conséquences du conflit civil des deux semaines de décembre 1991 et janvier 1992 se feront sentir à travers les années 1990. Le Conseil militaire, qui garde le pouvoir à Tbilissi pendant deux mois, instaure un régime autoritaire et militaire à travers le pays, jusqu'à l'arrivée d'Edouard Chevardnadze en mars. Celui-ci, qui avait déjà annoncé son soutien envers l'opposition et son offre de venir en aide à la Géorgie depuis le 5 janvier, devient alors le chef de l'État et doit passer plusieurs années à tenter d'établir son pouvoir central face à l'influence militaire de Tenguiz Kitovani et Djaba Iosseliani. Ce n'est qu'en 1995 que les prochaines élections présidentielles se déroulent et officialisent la direction de Chevardnadze.

#### La guerre civile
Le départ de Gamsakhourdia est le prélude à une guerre civile qui fait tomber la Géorgie dans le chaos jusqu'en 1994. Quelques mois après son départ, Gamsakhourdia retourne en Géorgie, arrivant de l'Abkhazie, pour faire base à Zougdidi, la capitale régionale de la Mingrélie. Après avoir expulsé les troupes du nouveau gouvernement central, Gamsakhourdia et ses partisans, qui se nomment « zviadistes », établissent un gouvernement d'opposition en Géorgie occidentale, entraînant la Mingrélie dans une guerre civile jusqu'à sa mort le 31 décembre 1993. Durant les années 1990, la Mingrélie deviendra la cible de persécutions violentes orchestrées par le Mkhedrioni.

#### Défaite en Ossétie du Sud
Une conséquence encore plus directe est la situation qui se déroule en Ossétie du Sud durant le conflit. Alors que cette région tombe dans une guerre contre les séparatistes ossètes, le coup d'État offre aux rebelles l'occasion d'affirmer leur position. Gamsakhourdia et son opposition rappellent l'un après l'autre leurs milices géorgiennes d'Ossétie du Sud, ce qui donne un clair avantage aux soldats ossètes. Le 4 janvier, Tenguiz Epitachvili, représentant présidentiel dans le conflit d'Ossétie du Sud, rejoint le Conseil militaire et promet de préserver les derniers bastions de la Garde nationale sur place afin de protéger les territoires géorgiens mais le même jour, les chefs de l'opposition offrent un cessez-le-feu et une proposition de paix aux séparatistes. Afin de démontrer leur bonne volonté, Kitovani et Iosseliani libèrent le 5 janvier Torez Kouloumbegov, l'ancien dirigeant soviétique de l'oblast autonome d'Ossétie du Sud qui a été emprisonné par Gamsakhourdia au début de la rébellion ossète.
Cette ouverture est toutefois ignorée par les Ossètes et le Soviet suprême d'Ossétie du Sud annonce une mobilisation générale de tous les hommes entre 18 et 60 ans afin de profiter de la faiblesse géorgienne. Un comité de défense incluant dix unités mobiles est formé le 5 janvier afin de défendre Tskhinvali et d'attaquer les positions géorgiennes. Znaour Gassiev, qui dirige l'Ossétie du Sud pendant l'absence de Kouloumbegov, prédit alors que « si ce démon de Gamsakhourdia gagne, notre peuple devra se battre jusqu'au bout si la Russie ne nous reconnaît pas. Et nous devrons périr car nous ne quitterons pas nos terres et Gamsakhourdia ne nous laissera pas rester ici ».
Durant cet hiver, les Ossètes capturent la totalité de Tskhinvali et de nombreux villages. La victoire des séparatistes sera confirmée lors d'un cessez-le-feu signé par Chevardnadze en juin 1992. Jusqu'à présent, l'Ossétie du Sud reste sous contrôle des séparatistes.

## Analyses

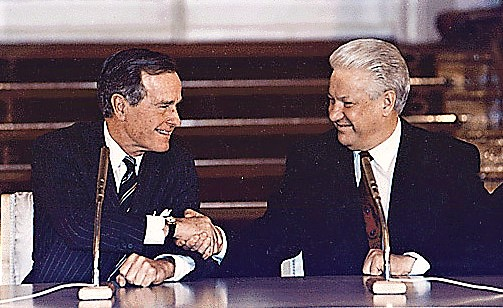
Le président américain George H. W. Bush (gauche) et le président russe Boris Eltsine (droite).

La guerre de Tbilissi reste un évènement douloureux pour la population de la capitale. L'état de l'avenue Roustavéli est rappelé par un civil lors d'un reportage du New York Times le 10 janvier 1992 : « Il faut que vous compreniez, Roustaveli était là où se promenait après l'école, là où se baladait avec une petite-amie. C'était le cœur de Tbilissi. On a tous vu les scènes à la télévision, mais je n'avais aucune idée de l'ampleur des destructions. »
Serge Schmemann, qui couvre le monde post-soviétique pour le New York Times, parle d'une tragédie géorgienne qui a forcé « l'affrontement de héros nationaux géorgiens contre des héros nationaux géorgiens ». Thomas Friedman, un journaliste géopolitique américain, parle du coup d'État comme un changement décisif dans la politique interventionniste des États-Unis après la chute de l'URSS : « Le coup d'État est au centre du prochain grand débat sur la politique extérieure américaine... La question est : est-ce que ces nouveaux démocrates se ridiculisent eux-mêmes, ou bien se moquent-ils de nous ? Il est clair que l'administration [de George H.W. Bush] a vite vu à travers Gamsakhourdia. »
La réaction américaine envers le coup d'État choque de nombreux Géorgiens qui étaient convaincus que les États-Unis étaient l'alternative géopolitique de la Russie. Toutefois, il devient clair que Washington voit la Russie de Boris Eltsine comme un potentiel allié dans un nouveau monde post-soviétique et c'est ainsi que James Baker, secrétaire d'État qui est souvent critique des violations des droits de l'Homme sous Gamsakhourdia, ignore les mêmes violations faites par Edouard Chevardnadze, soutenant et conseillant la présidence de ce dernier.
Mourman Omanidzé, ministre des Affaires étrangères de Gamsakhourdia qui fuit Tbilissi après être accusé de trahison durant la révolte, analyse à Moscou que le coup d'État n'est pas un conflit entre le gouvernement et son opposition, mais plutôt entre différentes factions du même parti : « La version populaire que ce conflit est entre l'opposition et les partisans du Président géorgien est incorrecte. La querelle est entre les membres de la coalition au pouvoir de la république [...] Les dizaines de véritables partis d'opposition ne participent pas au conflit et préfèrent attendre avant de s'exprimer sur le sujet. »
Le 11 mars 2005, le Parlement géorgien adopte une résolution classant les évènements de 1991-1992 comme « coup d'État militaire violent et anti-constitutionnel ». En 2008, le Président géorgien Mikheil Saakachvili accuse Tenguiz Kitovani d'être un agent de la Russie lors du conflit civil.